# Uganda Communications Commission
Die Uganda Communications Commission (UCC) ist die nationale Regulierungsbehörde für Telekommunikation in Uganda mit Sitz in Kampala. Ihre Ziele sind Aufsicht wie auch Förderung des Kommunikationssektors in Uganda. So ist sie unter anderem für die Vergabe von Frequenzen verantwortlich.
Eingerichtet wurde sie 1997 auf Grund des Kapitels 106 des Uganda Communications Act. Die siebenköpfige Kommission wird vom Vorsitzenden und Geschäftsführer geleitet. Aktuell hält diese Position A. M. S. Katahoire.